# Daniel Álvarez
Daniel „Fideo” Álvarez López (ur. 22 lipca 1994 w Guadalajarze) – meksykański piłkarz występujący na pozycji skrzydłowego, od 2025 roku zawodnik Tepatitlán.

## Kariera klubowa
Álvarez rozpoczynał swoją karierę klubową w czwartoligowych Vaqueros de Ixtlahuacan i Vaqueros Bellavista – rezerwach trzecioligowego Vaqueros Ameca. W pierwszej drużynie występował przez pół roku, po czym jako dwudziestolatek przeniósł się do grającego w najwyższej klasie rozgrywkowej zespołu Club Atlas ze swojej rodzinnej Guadalajary. Pierwszy mecz rozegrał w nim za kadencji szkoleniowca Tomása Boya, w sierpniu 2014 z Mineros (2:1) w krajowym pucharze (Copa MX), lecz w Liga MX zadebiutował dopiero pół roku później, 28 lutego 2015 w przegranym 0:3 spotkaniu z Veracruz. Premierowego gola w pierwszej lidze strzelił natomiast 9 maja tego samego roku w przegranej 1:2 konfrontacji z Américą.
| Sezon     | Klub                    | Kraj   | Rozgrywki        | Mecze | Bramki |
| --------- | ----------------------- | ------ | ---------------- | ----- | ------ |
| 2012/2013 | Vaqueros de Ixtlahuacan | Meksyk | Tercera División | 14    | 3      |
| 2013/2014 | Vaqueros Bellavista     | Meksyk | Tercera División | 32    | 21     |
| 2013/2014 | Vaqueros Ameca          | Meksyk | Segunda División | 10    | 0      |
| 2014/2015 | Club Atlas              | Meksyk | Liga MX          | 9     | 1      |
| 2015/2016 | Club Atlas              | Meksyk | Liga MX          | 23    | 2      |
| 2016/2017 | Club Atlas              | Meksyk | Liga MX          |       |        |

## Kariera reprezentacyjna
W lipcu 2015 Álvarez został powołany przez szkoleniowca Raúla Gutiérreza do reprezentacji Meksyku U-23 na Igrzyska Panamerykańskie w Toronto. Tam był jednym z ważniejszych graczy drużyny, rozgrywając cztery z pięciu możliwych spotkań (z czego trzy w wyjściowym składzie) i strzelił gola w meczu fazy grupowej z Trynidadem i Tobago (4:2). Jego kadra dotarła wówczas do finału męskiego turnieju piłkarskiego, gdzie ostatecznie uległa Urugwajowi (0:1) i zdobyła srebrny medal igrzysk. Trzy miesiące później znalazł się w składzie na północnoamerykański turniej kwalifikacyjny do Igrzysk Olimpijskich w Rio de Janeiro, podczas którego zagrał we wszystkich pięciu meczach (lecz tylko w jednym w pierwszej jedenastce), natomiast Meksykanie triumfowali wówczas w rozgrywkach po pokonaniu w finale Hondurasu (2:0). W maju 2016 wziął udział w prestiżowym towarzyskim Turnieju w Tulonie, gdzie pojawił się na boisku we wszystkich czterech spotkaniach (w dwóch w wyjściowej jedenastce), zajmując wraz z drużyną czwarte miejsce w grupie.